# Le guerre del Mondo Emerso - Guerrieri e creature
Le guerre del Mondo Emerso - Guerrieri e creature è il libro illustrato della seconda trilogia "del Mondo Emerso" creata da Licia Troisi. Questo libro  illustrato da Paolo Barbieri e presenta diversi testi inediti dell'autrice, come il precedente libro illustrato Le creature del Mondo Emerso, riferito a Le Cronache del Mondo Emerso.
Il libro presenta le illustrazioni e le descrizioni anche caratteriali dei personaggi della trilogia, nonché anche le immagini dei luoghi, degli edifici e dei momenti più rilevanti.